# Otto Heilmann (Diplomat)
Otto Heilmann (* 20. Februar 1930 in Oelsnitz/Erzgeb.) ist ein ehemaliger deutscher Diplomat. Er war Botschafter der DDR in Dänemark.

## Leben
Heilmann, Sohn eines Bergarbeiters, besuchte die Oberschule und erwarb 1951 das Abitur. Anschließend studierte er bis 1954 Journalistik an der Karl-Marx-Universität Leipzig mit Abschluss als Diplomjournalist.
Danach trat er in den diplomatischen Dienst der DDR. Von 1955 bis 1967 übte er verschiedene Funktionen aus. Er war unter anderem Presseattaché an der Botschaft in Bukarest (ab 1957) und Prag (ab 1960) sowie stellvertretender Sektionsleiter im Ministerium für Auswärtige Angelegenheiten der DDR (MfAA). Von 1968 bis 1971 leitete er die Presseabteilung im MfAA. Nach dem Besuch der Parteihochschule „Karl Marx“ 1971/1972 wurde er Leiter der Vertretung der Kammer für Außenhandel in Kopenhagen. Am 15. Januar 1973 wurde er Geschäftsträger ad interim, dann erster Botschafter der DDR in Kopenhagen. Von 1979 bis 1982 wirkte er als Leiter der Abteilung Journalistische Beziehungen im MfAA.

## Auszeichnungen
- Verdienstmedaille der DDR (1966)
- Banner der Arbeit (1977)